# Otter (efternamn)
Otter är ett efternamn som också förekommer med adelsprefix som von Otter. På denna sida behandlas enbart det borgerliga namnet utan adelsprefix. Otter betecknar vidare på engelska och tyska ett djur av den rovgjursfamilj, som på svenska kallas uttrar.

## Personer med efternamnet Otter
- Butch Otter (född 1942) amerikansk politiker, republikan, guvernör i Idaho
- Casten Otter (1589–1657) svensk företagare, förfader till ätten von Otter
- Emelie Otter (född 1992) svensk handbollsspelare
- Jimmy Otter (född 1989) svensk handbollsspelare
- Jonas Otter, flera personer
  - Jonas Otter (orientalist) (1707–1748) svensk orientalist
  - Jonas Otter (sångare) (född 1965), svensk countrysångare
- William Otter (1768–1840), engelsk universitetsrektor och biskop